# Isola del Liri
Isola del Liri é uma comuna italiana da região do Lácio, província de Frosinone, com cerca de 11.890 habitantes. Estende-se por uma área de 16 km², tendo uma densidade populacional de 743 hab/km². Faz fronteira com Arpino, Castelliri, Sora.
Isola del Liri, cidade gêmea de New Orleans desde 1997, è famosa por sua cachoeira de 28 metros localizada no centro da cidade.
O Liri Blues Festival, mais conhecido como Liri Blues, acontece anualmente desde 1988 na cidade de Isola del Liri. O evento é anual, geralmente realizado no mês de julho e conta com entrada gratuita. Grandes artistas, como Albert king, Buddy Guy e Dr. John, já fizeram parte do Liri Blues.
No dia 7 de janeiro de 1997, para a celebração do décimo festival de Blues de Liri, a cidade de Isola del Liri e New Orleans se tornaram cidades gêmeas.

## Demografia
| Variação demográfica do município entre 1861 e 2011                               |
|                                                                                   |
| Fonte: Istituto Nazionale di Statistica (ISTAT) - Elaboração gráfica da Wikipedia |